# 163693 아티라
163693 아티라(163693 Atira)는 2003년 발견된 소행성으로 지구 궤도 안쪽을 도는 아티라 소행성군중 처음 발견된 소행성이다.

## 같이 보기
- 594913 아일로차흐님